# Lindsaea leptophylla
Lindsaea leptophylla är en ormbunkeart som beskrevs av Bak. Lindsaea leptophylla ingår i släktet Lindsaea och familjen Lindsaeaceae. Inga underarter finns listade.